# 120 Lahezis
120 Lahezis (mednarodno ime 120 Lachesis, starogrško starogrško Λάχεσις: Láhesis) je  asteroid tipa C v glavnem asteroidnem pasu.

## Odkritje
Asteroid je 10. aprila 1872 odkril Alphonse Louis Nicolas Borrelly (1842 – 1880).. Poimenovan je po Lahezis, eni izmed mojr iz grške mitologije.

## Lastnosti
Asteroid Lahezis obkroži Sonce v 5,50 letih. Njegova tirnica ima izsrednost 0,059, nagnjena pa je za 6,954° proti ekliptiki. Njegov premer je 174,1 km, okoli svoje osi se zavrti v 45,84 urah.